# Johann Christian Jörg
Johann Christian Gottfried Jörg, född 24 december 1779 i Predel (nuvarande Elsteraue, Burgenlandkreis), död 20 september 1856 i Leipzig, var en tysk läkare.
Jörg blev 1810 ordinarie professor i barnförlossningskonst i Leipzig. Han var en av 1800-talets mest framstående obstetriker och utmärkte sig särskilt genom sin grundsats att vid förlossningar såvitt möjligt undvika varje ingrepp i processens naturliga förlopp.